# Martha Raspanti
Martha Elena Raspanti (Buenos Aires, Argentina; 31 de mayo de 1939 - Mar del Plata, Buenos Aires; 10 de octubre de 1971) fue una bailarina argentina integrante del cuerpo de ballet del Teatro Colón.

## Carrera
Martha Raspanti fue una destacada bailarina de danzas clásicas. Egresada del Teatro Labradén, donde había ingresado con solo 7 años, donde estudió  Danzas clásicas, Folklore y Arte escénico, fue admitida en la Escuela de Baile del Teatro Colón, ocupando el primer puesto entre 200 aspirantes. Cursó los nueve años de la carrera, más uno de perfeccionamiento y se recibió con mención especial y medalla de oro. Paralelamente, comenzó la carrera de la Escuela Nacional de Danzas, pero decidió abandonar luego de un tiempo por razones de salud. Como alumna de ambas instituciones intervino en algunos balletes y realizó giras por el interior del país. Al egresar del Colón ingresó como corifea en el Teatro Argentino de La Plata. Debido al éxito obtenido al bailar con José Neglia en "El espectro de la rosa" de Weber, fue invitada por las autoridades del Colón a integrar el elenco estable.
En 1968 participó de una gira con el Cuerpo de Baile por Francia, Bélgica, España y Marruecos. Bailó en los teatros más importantes del interior del país, en cine y en televisión. Además, estudió piano, Historia del arte y fue voluntaria del Hospital de Niños, después de ofrecer allí funciones benéficas.

## Tragedia
Cuando, por razones artísticas se trasladaba en avión, junto al cuerpo estable de baile del Teatro Colón, la aeronave se precipitó a las aguas del Río de la Plata, ocasionando la pérdida de su vida y la de todos sus compañeros. Hecho acaecido el 10 de octubre de 1971, razón por la cual, en Argentina, se instituye esa fecha para conmemorar el día Nacional de la danza. Los bailarines fueron velados en el teatro, en las inmediaciones una multitud se juntó para despedirlos.
Fallecen junto a ella los siguientes integrantes del cuerpo de ballet del Teatro Colón: Norma Fontenla (primera bailarina), José Neglia (primer bailarín), Antonio Zambrana, Carlos Santamarina, Carlos Schiaffino, Margarita Fernández, Rubén Estanga y Sara Bochkovsky.
La Municipalidad de Buenos Aires hizo construir en homenaje a los Artistas del Ballet del Teatro Colón desaparecidos en el accidente aéreo, entre ellos Raspanti, una estatua representativa de sus talentos. "Homenaje al Ballet Nacional" se llamó la creación del escultor Carlos de la Cárcova ubicado en la famosa Plaza Lavalle .

## Obras
- El espectro de la rosa
- Proteo, de Debuss
- Fedra, de Auric
- Las hadas
- Suite en Blanc, de Laló
- Pilar de fuego, de Schoenberg
- Los inocentes
- La bella durmiente del bosque
- Jeux (1964)[3]
- Coppelia (1965)
- Cascanueces, de Tchaikowsky, dirigido y bailado por Rudolf Nureyev.
- El niño brujo
- Pastoral